# 노근리 양민 학살 사건
노근리 양민 학살 사건(老斤里 良民 虐殺 事件, 영어: No Gun Ri massacre)은 6.25 전쟁 초반인 1950년 7월 26일부터 29일 사이에 대한민국 중부 충청북도 영동군 노근리 마을 인근에서 미군의 공중 및 지상 사격으로 대한민국 피난민들이 대규모로 살해된 사건이다. 2005년 대한민국 정부의 진상조사에서 163명의 사망 또는 실종자와 55명의 부상자 명단이 확인되었으며, 이 외에 많은 희생자의 이름이 보고되지 않았다고 덧붙였다. 노근리평화재단은 사망자 수가 250~300명에 달하며, 대부분 여성과 어린이였다고 추산한다.
이 사건은 1999년 AP통신의 탐사 보도 전까지 한국 외에서는 거의 알려지지 않았다. AP통신은 관련 미군 부대인 제7기병연대 참전 용사들이 생존자들의 증언을 확인해 주었다고 보도했다. 또한 AP통신은 북한군이 피난민 집단에 침투했다는 보고 때문에 접근하는 민간인들에게 발포하라는 미군의 기밀 해제 명령을 발견했다. 2001년 미국 육군은 조사를 실시하여 이전에 생존자들의 주장을 부인했으나, 학살 사실을 인정하면서도 이를 "전쟁에 내재된 불행한 비극이지 고의적인 살상이 아니다"라고 규정했다. 당시 빌 클린턴 대통령은 유감 성명을 발표하며 다음 날 "잘못된 일들이 발생했다"고 덧붙였으나, 생존자들의 사과 및 배상 요구는 거부되었다.
대한민국 조사관들은 미군 보고서에 동의하지 않았으며, 제7기병연대 병사들이 피난민들에게 발포하라는 명령을 받았다고 믿었다. 생존자들은 미군 보고서가 "은폐"라고 비난했다. AP통신은 나중에 미군 사령관들이 이 기간 동안 전선에 접근하는 민간인들에게 "사격"하라는 명령을 내렸음을 보여주는 추가적인 문서들을 발견했다. 이 기밀 해제된 문서들은 국방부 조사관들에 의해 발견되었으나 공개되지 않았다. 공개되지 않은 문서 중에는 주한 미군 대사가 미군이 접근하는 피난민 집단에게 발포하는 정책을 전면적으로 채택했다는 내용의 서한이 포함되어 있었다. 요구에도 불구하고 미군 조사는 재개되지 않았다.
노근리 사건의 폭로를 계기로 1950년에서 1951년 사이 유사한 사건들의 생존자들은 대한민국 정부에 보고서를 제출했다. 2008년 진상조사 위원회는 미군에 의한 대규모 민간인 학살 혐의 사건이 200건 이상 접수되었으며, 대부분 공습이었다고 밝혔다.

## 배경

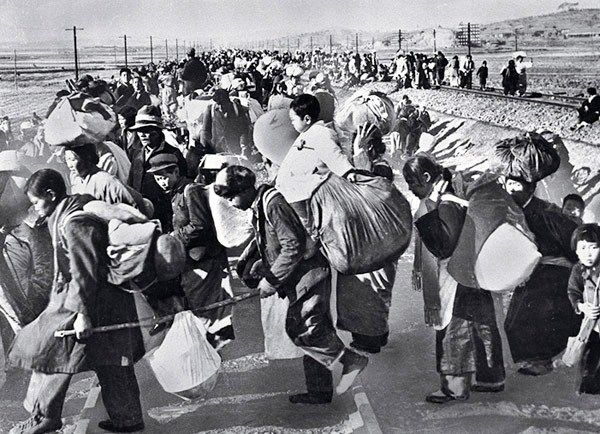
6.25 전쟁 초기 북한군이 침공한 후 1950년 중반 수많은 남한 주민들이 남쪽으로 피난했다. 1951년 봄까지 미국 주도의 유엔 사령부는 500만 명의 남북한 주민들이 피난민이 된 것으로 추산했다.

제2차 세계 대전 말기 일본의 옛 한반도 식민지 분할은 미국과 동맹을 맺은 대한민국과 소련과 동맹을 맺은 조선민주주의인민공화국 간의 국경 분쟁으로 수년간 이어졌다. 1950년 6월 25일, 조선인민군은 한반도 통일을 시도하며 남한을 침공하여 6.25 전쟁이 발발했다.
침공은 대한민국과 미국 동맹국을 기습했으며, 방어하는 남한군을 퇴각하게 만들었다. 미국은 일본에서 병력을 이동시켜 한국군과 함께 싸우게 했다. 첫 병력은 7월 1일에 상륙했으며, 7월 22일까지 제1기병사단을 포함한 3개의 미군 사단이 한국에 주둔했다.:61, 197 이들 미군은 훈련이 부족하고 장비가 미비했으며 종종 경험 없는 장교들이 이끌었다. 특히 전쟁으로 인해 거주지를 잃은 민간인들을 다루는 훈련이 부족했다는 점이 관련이 있다.:iv–v 미군과 한국군 연합군은 처음에는 북한군의 진격을 막지 못하고 7월 내내 계속 퇴각했다.:49–247
첫 주요 미군 지상군 교전 이후 2주 동안, 미군은 38만 명의 한국 민간인들이 남쪽으로 도망쳐 퇴각하는 미군과 한국군 진영을 통과했다고 추정했다.:251 전선에 틈이 생기자 미군은 후방에서 공격을 받았고,:131, 158, 202 변장한 북한군이 피난민 대열에 침투한다는 보고가 확산되었다. 이러한 우려 때문에 수십 년 후 기밀 해제된 군사 문서에서 발견된 전선 지역의 한국 민간인에게 발포하라는 명령이 내려졌다. 명령을 내린 이들 중에는 호바트 R. 게이 소장이 이끄는 제1기병사단 사령관도 포함되어 있었는데, 미국 종군 기자 O.H.P. 킹과 미국 외교관 해롤드 조이스 노블에 따르면 그는 전쟁 지역에 남겨진 한국인들을 "적군 요원"으로 간주했다. 7월 25일 밤, 이 사단의 제7기병연대 2대대는 적의 돌파 소식을 듣고 전방 진지에서 후방으로 도주했으며, 다음 날 아침 서울 남동쪽으로 100마일 떨어진 노근리 마을 근처에 진지를 구축하며 재편성되었다.:203 그 날 늦게, 1950년 7월 26일, 이 부대원들은 수백 명의 피난민들이 접근하는 것을 보았는데, 그 중 많은 수는 인근 주곡리와 임계리 마을에서 온 사람들이었다.:90, 116

## 학살

### 1950년 7월 25일~29일 사건

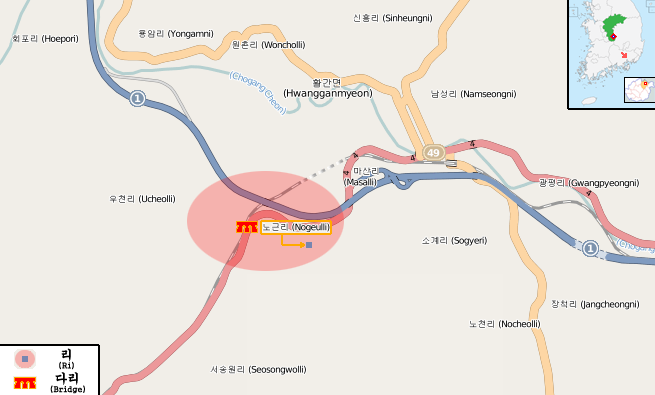
노근리 지도

7월 25일, 북한군이 노근리 서쪽 11km(7마일) 떨어진 영동읍을 점령하자 미군은 주곡리, 임계리 등 인근 마을 주민 수백 명을 대피시켰다. 이 마을 주민들은 남쪽 주요 도로를 따라 이동하면서 다른 주민들과 합류했고, 약 600명의 피난민들은 노근리 서쪽 5.5km(3.5마일) 떨어진 하가리 마을 근처 강둑에서 밤을 보냈다. 밤중에 7명의 피난민이 길을 벗어나자 미군 병사들에게 살해되었다. 7월 26일 아침, 주민들은 호위병들이 떠난 것을 발견했다. 그들은 길을 계속 내려갔고, 노근리 근처 검문소에서 미군 병사들에게 저지당하여 평행한 철도 선로로 가라는 명령을 받았다. 그곳에서 미군 병사들은 그들과 소지품을 수색하여 칼과 다른 물품들을 압수했다. 피난민들이 한낮에 철도 제방을 따라 흩어져 쉬고 있을 때, 군용 항공기가 기총소사를 가하고 폭탄을 투하했다.:69–72 공습을 회상하며 1950년 10세 소년이었던 양해찬은 공격하는 비행기가 반복해서 돌아왔고, "피난민들 사이에 혼란이 일어났다. 우리는 도망치기 위해 미친 듯이 뛰어다녔다"고 말했다. 그와 또 다른 생존자는 병사들이 다시 나타나 철로 위의 부상자들을 쏘기 시작했다고 말했다.
생존자들은 처음에는 철로 아래 작은 배수로에서 피난처를 찾았으나, 병사들과 미군 지상 사격으로 인해 콘크리트 철도 교량 아래 이중 터널로 몰아넣어졌다. 각기 길이 24m(80피트), 폭 6.5m(22피트), 높이 12m(40피트)인 교량 아래 통로 안에서 그들은 교량 양쪽의 제7기병연대 병사들로부터 기관총과 소총의 집중 사격을 받았다.:71 당시 12세 소녀였던 전춘자는 "미군 병사들은 우리가 마치 파리처럼 우리의 생명을 가지고 놀았다"고 말했다. "아이들은 두려움에 비명을 지르고 어른들은 목숨을 위해 기도했지만, 그들은 내내 총격을 멈추지 않았다"고 당시 4살 아들과 2살 딸을 잃고 자신은 중상을 입은 생존자 박선용은 말했다.

두 명의 통신 전문가인 래리 레빈과 제임스 크럼은 피난민들에게 발포하라는 명령이 상위 부대, 아마도 제1기병사단에서 2대대 지휘소로 내려왔다고 기억했다. 그들은 레빈이 "광란"이라고 부른 소화기 사격이 시작되기 전에 박격포탄이 피난민 가족들 사이에 떨어지면서 지상 사격이 시작되었다고 회상했다. 일부 대대 참전 용사들은 최전방 중대 장교들이 발포 명령을 내렸다고 회상했다. 전 소총병 허먼 패터슨은 "이 사람들 속에 적이 있다고 생각했다"고 말했다. 인근에서 관찰하던 1대대 토머스 H. 하차는 "그들은 저기서 죽어가고 있었다. 비명 소리가 들렸다"고 회상했다. 다른 이들은 일부 병사들이 발포를 자제했다고 말했다. 

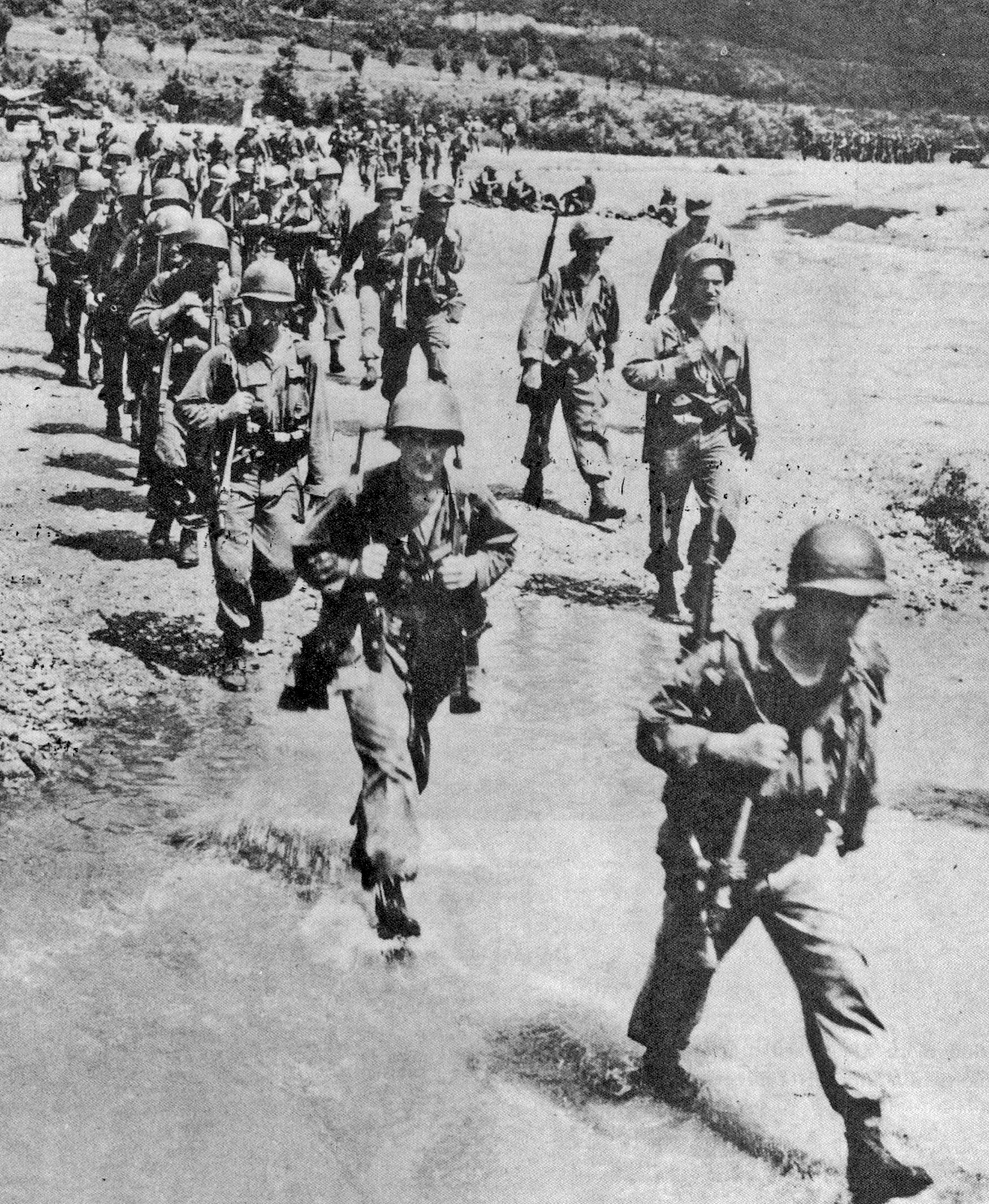
1950년 7월 29일, 미 제1기병사단 소속 미확인 부대가 남쪽으로 퇴각하고 있다. 이 날은 해당 사단 대대가 노근리에서 갇힌 한국인 피난민들을 대량 학살한 후 철수하던 날이었다.

갇힌 피난민들은 시신을 바리케이드 삼아 쌓아올리거나 땅을 파고 숨으려 했다. 일부는 첫날 밤 탈출하는 데 성공했지만, 미군 병사들은 터널에 서치라이트를 비추고 계속해서 총격을 가했다고 정구호는 말했다. 그의 어머니는 자신과 여동생을 보호하다 사망했다.:71 둘째 날이 되자 총격은 움직이거나 탈출하려던 갇힌 피난민이 있을 때만 간헐적으로 또는 가끔씩 집중 사격으로 줄어들었다. 일부는 둘째 날에도 비행기가 돌아와 로켓을 발사하거나 폭탄을 투하했다고 회상한다. 목마름에 시달리던 생존자들은 다리 아래를 흐르는 작은 개울의 피 섞인 물을 마시기도 했다.:137–38
학살이 진행되는 동안, 2대대는 영동에서 조심스럽게 진격해 오는 북한군으로부터 간헐적인 포격과 박격포 공격을 받았다. 기밀 해제된 육군 정보 보고서에 따르면, 학살 셋째 날인 7월 28일 늦게 적 전선은 노근리에서 2마일 이상 떨어져 있었다.:82–83 그날 밤, 7기병연대는 사단 본부에 "우리 2대대에서 중요한 접촉은 보고되지 않았다"고 메시지를 보냈다. 피난민 학살은 남아있는 부대 문서에 보고되지 않았다.:142–43
7월 29일 새벽, 7기병연대는 노근리에서 철수했다.:203 그날 오후, 북한군 병사들이 터널 밖에 도착하여 살아남은 약 20여 명, 주로 어린이들을 도왔고, 그들에게 음식을 주고 그들의 마을로 돌려보냈다.

### 사상자
1950년 8월과 9월에 학살에 대한 초기 보도에서, 진격하는 북한군과 함께 있던 두 명의 북한 언론인은 노근리 지역에서 약 400구의 시신을 발견했다고 보도했는데, 이 중 200구는 한 터널에서 발견되었다. 생존자들은 대체로 사망자 수를 400명으로 추산했으며, 초기 공습으로 100명이 사망하고 수십 명이 부상당했다고 덧붙였다. 2000년 국방부 인터뷰에서 7기병연대 참전 용사들은 노근리 사망자 수를 수십 명에서 300명으로 추정했다.:107 노근리 터널 중 한 곳을 순찰했던 직업 군인 호머 가르자는 터널 안에서 200~300구의 시신이 쌓여 있는 것을 보았다고 말했다.
2005년, 대한민국 정부의 노근리 사건 희생자 심사 및 명예 회복 위원회는 가족 관계 등록부, 의료 보고서 및 기타 문서와 증언을 통해 주장을 확인하는 1년간의 과정을 거쳐 노근리 희생자 150명의 사망, 13명의 실종, 55명의 부상자(나중에 부상으로 사망한 일부 포함) 이름을 확인했다. 위원회는 시간의 경과 및 기타 요인으로 인해 많은 다른 희생자에 대한 보고서가 제출되지 않았다고 밝혔다. 확인된 희생자 중 41%는 15세 미만 어린이였고, 70%는 여성, 어린이 또는 61세 이상 남성이었다.:247–49, 278, 328
현장에 기념 공원과 박물관을 운영하는 대한민국 정부 지원 노근리평화재단은 2011년에 250~300명이 사망한 것으로 추정했다.

## 사건 이후

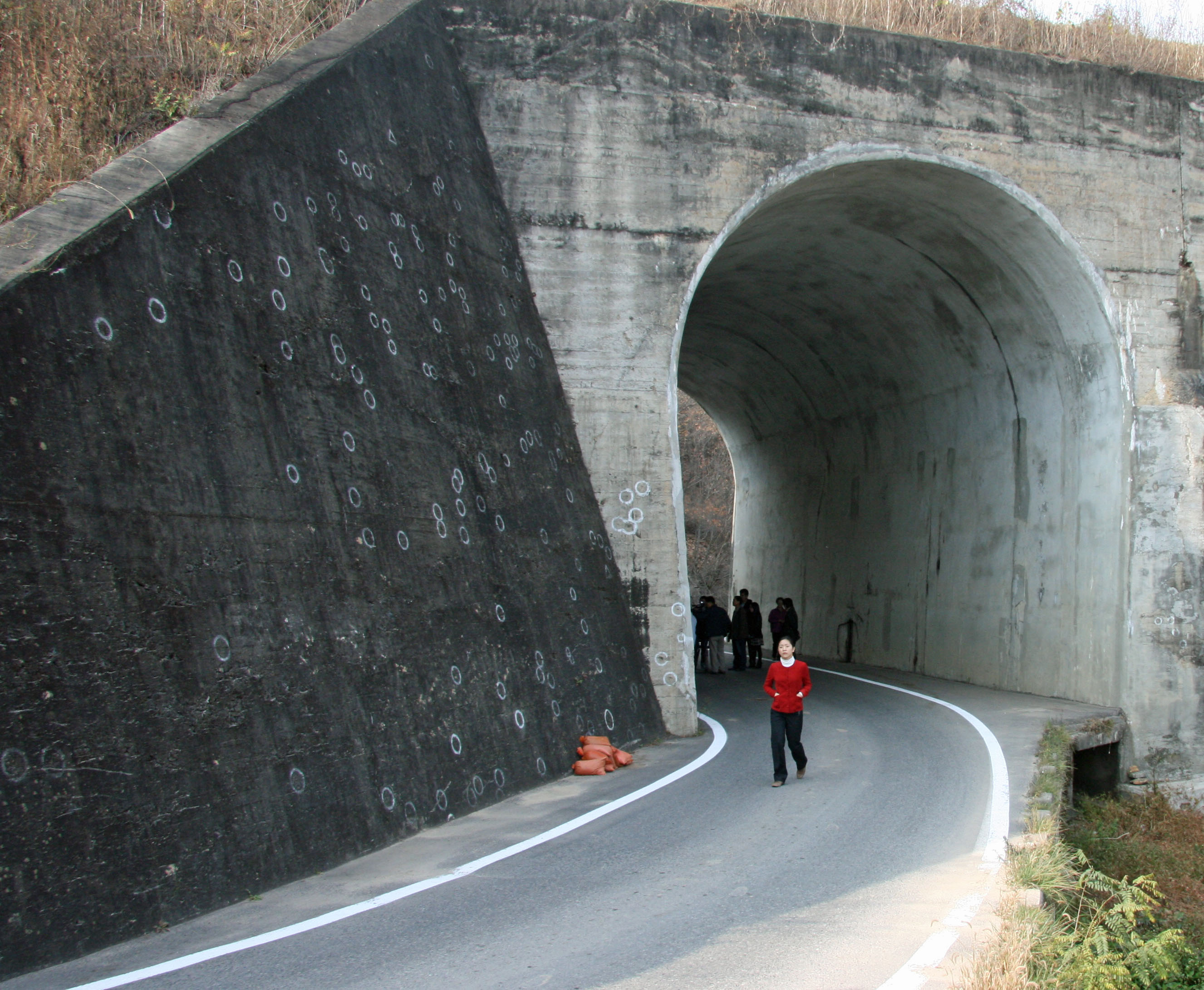
2008년 촬영된 노근리 교량 밖 콘크리트 교대. 조사관들의 흰색 페인트는 1950년 한국인 피난민에 대한 미군 총격으로 생긴 탄흔과 박힌 파편을 식별한다.

난민 학살에 대한 정보는 1950년 8월 말까지 한국의 미군 사령부와 국방부에 입수되었다. 이는 학살 발견을 보고한 북한군 문서를 번역하여 포획한 형태로 전달되었다. 한국 대공첩보 사령부의 한국인 요원은 몇 주 후 미군이 해당 지역을 다시 통과했을 때 현지 주민들의 증언으로 그 내용을 확인했다고 2000년에 미군 조사관에게 말했다.:199 고위급 인사의 인지 증거는 1950년 9월 말 뉴욕 타임스의 한국발 기사에도 나타났다. 이 기사는 구체적인 내용은 없지만, 익명의 미군 고위 장교가 7월에 미 육군 연대가 "공황 상태에서 많은 민간인을" 총격했다고 기자에게 말했다고 보도했다. 그러나 당시 미군이 이 사건을 조사했다는 증거는 나타나지 않았다.:170

### 진정
미국이 지원하는 이승만 대통령의 전후 독재 시절, 노근리 생존자들은 공식적인 보복을 두려워하여 공개적인 불만을 제기하지 못했다. 생존자 양해찬은 한국 경찰로부터 학살에 대해 다른 사람들에게 말하지 말라는 경고를 받았다고 말했다.:503 4·19 혁명으로 대한민국에 잠시 민주주의가 수립된 후, 전 경찰관 정은용은 한국 정부와 미국 정부에 첫 진정서를 제출했다. 그의 두 어린 자녀는 노근리에서 살해되었고 그의 아내 박선용은 중상을 입었다. 정은용과 후에 생존자 위원회는 다음 수십 년 동안 조사, 사과, 배상을 요구하는 30건 이상의 진정서를 제출했다. 거의 모든 진정서는 묵살되었으며, 지역 영동군 의회가 미국과 한국 정부에 제출한 진정서도 마찬가지였다.:126, 129, 135
그들이 그토록 잔혹하게 공격하고 살해한 이유를 이해할 수 없다. 미국 정부는 책임져야 한다. 
1994년, 서울 신문들은 정은용이 1950년 사건에 대해 출판한 책을 보도하여 한국 내에서 이 의혹에 대한 인식을 높였다.:128 같은 해, 한국 주둔 미군 청구 서비스는 노근리에서 발생한 어떠한 살해도 전투 중에 일어났다고 주장하며 한 노근리 진정서를 기각했다. 생존자 위원회는 노근리에서 전투가 없었다고 반박했지만, 미군 관계자들은 재고를 거부했다.:261
1997년 생존자들은 한미 주둔군 지위 협정(SOFA)에 따라 한국 배상 위원회에 청구서를 제출했다. 이번에도 미군 청구 서비스는 다시 전투 상황이었다고 주장하며, 생존자들의 조사 결과(그리고 1961년 미군 공식 전쟁사에서 확인된 바와 같이) 제1기병사단이 노근리 지역에 있었다는 증거가 없다고 주장하며 응답했다.:179
1998년 4월 28일, 서울 정부 위원회는 5년 시효가 오래 전에 만료되었다는 이유로 노근리 생존자들에 대한 최종 판결을 내렸다.:135 1998년 6월, 한국 기독교 교회협의회는 노근리 생존자들을 대신하여 미국 교회협의회에 도움을 요청했고, 미국 교회협의회는 국방부에 조용히 조사를 요청했다. 1999년 3월, 육군은 미국 교회협의회에 노근리 주장을 조사했으며, 제1기병사단 및 다른 전방 부대의 작전 기록에서 "주장을 입증할 정보는 찾지 못했다"고 통보했다.:148:275–76

### AP통신 보도

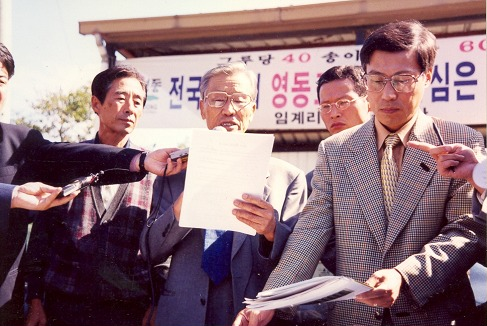
1999년 10월, 노근리 난민 학살을 확인하는 AP통신 보도 발표 후, 생존자 위원회 위원장인 정은용이 서울에서 "진실하고 신속한" 조사를 요구하는 청원서를 낭독하고 있다.

육군이 교회 단체와 비공식적으로 서신을 주고받기 몇 달 전, AP통신 기자들은 같은 1950년 작전 기록을 조사하던 중 한국 민간인을 총격하라는 명령을 발견했다. 1998년 4월 생존자들의 주장이 기각되었음을 보도한 미국 뉴스 통신사는 그해 초부터 노근리 의혹을 조사하기 시작했으며, 관련 미군 부대를 파악하고 전역병들을 추적하려 했다.:269–84 1999년 9월 29일, 기사 공개를 놓고 1년간의 내부 갈등 끝에, AP통신은 노근리 학살에 대한 탐사 보도 보고서를 발표했다. 이 보고서는 24명의 노근리 생존자들의 증언과 12명의 제7기병연대 참전 용사들의 증언을 바탕으로 했다. 이 보고서는 전 제7기병연대 기관총 사수 노먼 팅클러가 "우리는 그들을 그냥 전멸시켰다"고 말한 내용을 인용했다. 기자들의 미국 국립문서보관소 기밀 해제 군사 문서 조사 결과, 1950년 7월 말 전선 부대가 자신들의 위치로 접근하는 한국인 피난민들을 총격하라는 지시가 기록된 문서가 발견되었다. 형제 부대인 8기병연대의 연락 장교는 제1기병사단 본부로부터 미군 전선을 넘으려는 피난민들에게 발포하라는 명령을 부대에 전달했다. 인근 제25보병사단의 윌리엄 B. 킨 소장은 경찰에 의해 소탕될 지역에서 발견된 모든 민간인을 적으로 간주하고 "그에 따라 처리해야 한다"고 지시했으며, 이는 그의 참모에 의해 "비우호적으로 간주하고 총살한다"는 명령으로 전달되었다. 노근리 학살이 시작된 날, 미국 8군은 모든 부대에 피난민이 전선을 넘는 것을 막으라고 명령했다.
이후 기사에서 AP통신은 1950년 8월 4일 미군이 피난민으로 가득 찬 낙동강 다리 두 개를 폭파했을 때, 그리고 전쟁 초기 몇 달 동안 다른 피난민 대열이 미군 항공기에 의해 기총소사를 받았을 때 더 많은 한국 민간인들이 사망했다고 보도했다.
AP통신 팀( 최상훈, 찰스 J. 핸리, 마사 멘도자, 랜디 허샤프트)은 노근리 보도로 2000년 퓰리처상 탐사 보도 부문을 수상했으며, 이 외에도 10개의 주요 국내외 언론상들을 받았다.:278
AP통신의 작업을 확대하여 2000년 6월, CBS 뉴스는 1950년 7월 미 공군 작전 책임자가 미군 진지에 접근하는 피난민 대열에 기총소사를 가하고 있다고 밝힌 메모가 존재한다고 보도했다. 노근리 학살이 기총소사로 시작된 날인 7월 25일자 메모에는 미 육군이 민간인 공격을 요청했으며, "현재까지 육군의 요청을 따르고 있다"고 명시되어 있었다. 나중에 USS 밸리포지 항공모함의 조종사들이 미 육군이 한국에서 8명 이상으로 구성된 모든 집단을 공격하라고 지시했다는 내용의 미국 해군 문서가 공개되었다.:93 "대부분의 전투폭격기 조종사들은 흰 옷을 입은 한국 민간인을 적군으로 간주했다"고 한국 학자 김태우는 1950년 공군 임무 보고서를 검토한 후 결론 내렸다.:224
2000년 5월, U.S. 뉴스 & 월드 리포트 잡지의 회의적인 기사에 도전받자, AP통신 팀은 추가적인 자료 조사를 실시하여 노근리 원문 기사에 인용된 9명의 전역 군인 중 한 명인 에드워드 L. 데일리가 자신이 목격자라고 잘못 밝혔으며, 대신 간접적인 정보를 전달하고 있었음을 보도했다. 국방부 대변인은 이는 진행 중인 노근리 육군 조사에 영향을 미치지 않을 것이라고 말하며, 데일리는 "우리가 이야기했던 많은 사람 중 한 명일 뿐"이라고 덧붙였다. 7기병연대 참전 용사이자 U.S. 뉴스 & 월드 리포트 기사에 함께 참여했던 육군 장교 로버트 베이트먼은, 나중에 노근리: 한국 전쟁 사건의 군사 역사라는 책을 출판하여 AP통신의 보도가 결함이 있다는 주장을 반복했다. AP통신의 방법론과 결론은 AP통신의 길고 상세한 반박과 다른 이들에 의해 옹호되었다. 퓰리처 위원회는 수상과 AP통신 보도의 신뢰성을 재확인했다.:120

### 미국 및 한국 군사 조사
1999년 9월 30일, AP통신 보도가 발표된 지 몇 시간 만에 국방부 장관 윌리엄 코언은 육군 장관 루이스 칼데라에게 조사를 시작하라고 명령했다. 서울 정부도 조사를 명령하며 두 조사가 공동 문서 검색과 공동 증인 인터뷰를 실시할 것을 제안했다. 미국은 거부했다.
이어 15개월간 진행된 미군 감찰실과 서울 국방부의 조사에서는 약 200명의 미군 참전용사와 75명의 한국인으로부터 심문 또는 진술을 확보했다. 미군 연구원들은 100만 페이지에 달하는 미국 기록 문서를 검토했다.:i–ii 마지막 몇 주 동안은 서울에서 미군과 한국군 팀 간의 격렬한 분쟁이 언론에 보도되었다.:168 2001년 1월 11일, 양국 정부는 각자의 보고서를 발표했다.

#### 미국 보고서
수년간 의혹을 부인해오던 미 육군은 보고서에서 미군이 노근리에서 "소총 사격, 포격 및 박격포 사격, 기총소사"로 "알 수 없는 수의" 한국 피난민을 살해했음을 인정했다. 그러나 민간인에게 발포하라는 명령은 없었으며, 총격은 피난민들 사이에서 발생한 적대적인 사격 때문이거나 피난민들을 통제하기 위한 사격이었다고 주장했다.:x–xi 다른 지점에서는 병사들이 미8군의 피난민 저지 명령을 총격할 수 있다는 의미로 "오해했을" 수도 있다고 시사했다.:185:97 동시에 사망 사건을 "전쟁에 내재된 불행한 비극이지 고의적인 살인이 아니다"라고 묘사했다.:x 육군 보고서는 노근리에서 총격 명령에 대해 증언한 병사들의 진술을 기각했는데, 그 이유는 아무도 그 문구, 발령 장교의 이름, 또는 직접 명령을 받았음을 기억하지 못했기 때문이라고 밝혔다.:129
이 보고서는 노근리에서 사망, 실종 및 부상당한 248명이라는 초기, 미확인된 한국 정부의 추정치를 의문시하며, 학살이 끝난 지 8일 후 촬영되었다고 하는 해당 지역의 항공 정찰 사진을 인용했는데, 이 사진은 "인체 유해나 집단 무덤의 흔적이 보이지 않았다"고 밝혔다.:xiv 2001년 이 보고서 발표 4년 후, 서울 정부의 진상조사 위원회는 최소 218명의 사상자 신원을 확인했다.

#### 한국 보고서
한국 조사관들은 보고서에서 노근리에서 피난민을 총살하라는 구체적인 명령이 담긴 문서는 없었음을 인정했다. 그러나 그들은 7기병연대와 미 공군 작전 관련 미국 제공 문서에 공백이 있음을 지적했다. 누락된 문서에는 1950년 7월 7기병연대의 일지 또는 통신 기록이 포함되었는데, 이는 노근리 명령을 담고 있었을 기록이다. 이 기록은 국립문서보관소에 아무런 설명 없이 누락되어 있었다.:14
대한민국 보고서는 전직 공군 조종사 5명이 미군 심문관들에게 이 기간 동안 민간인을 기총소사하라는 지시를 받았다고 말했고, 7기병연대 참전 용사 17명이 노근리 피난민들에게 발포하라는 명령이 있었다고 믿는다고 증언했다고 밝혔다. 한국 측은 참전 용사 중 2명이 대대 통신 전문가 (레빈과 크럼)였으며, 따라서 어떤 명령이 전달되었는지 알 수 있는 특별히 좋은 위치에 있었다는 점을 지적했다.:100–01:176 7월 26일 미8군의 피난민 저지 명령을 인용하며, 한국 보고서는 7기병연대가 "접근하는 피난민을 저지하기 위해 모든 가능한 수단을 사용했을 가능성이 높다"고 결론 내렸다.:209 오영호 국가안보실장은 "발포 명령이 있었다고 믿는다"고 말했다. 미국과 한국이 보고서와 함께 발표한 "상호 이해 성명"에는 노근리에서 발포 명령이 내려지지 않았다는 미국 보고서의 단호한 주장은 반복되지 않았다.
한국 조사관들은 미국 보고서가 피난민들 사이에서 발생했을 가능성이 있는 총격에 대한 주장에 의문을 제기했다.:97 남아있는 문서에는 노근리에서 침투자에 대한 언급이 없었는데, 이는 7기병연대가 한국에서 처음으로 전사자를 낸 적이었을 것이기 때문이다. 노근리 생존자들은 이를 단호히 부인했으며, 미국 팀이 인터뷰한 52명의 대대 참전 용사 중 단 3명만이 적대적인 사격에 대해 일관성 없이 증언했다.:120, 157, 161 fn27:596
미국 보고서가 사망자 수가 적음을 시사한다고 밝힌 항공 사진과 관련하여, 한국 조사관들은 생존자들과 지역 주민들의 증언을 바탕으로 학살 후 첫 며칠 동안 최소 62구의 시신이 친척들에 의해 옮겨지거나 병사들이 버린 참호에 매장되었고, 다른 시신들은 흙이 얇게 덮인 채 한 지하 통로 안에 남아 공중 카메라에 보이지 않았으며 나중에 집단 무덤에 매장될 예정이었다고 밝혔다. 또한 한국군 전문가들은 미국 정찰 사진에 의문을 제기하며, 노근리 사진 프레임이 필름 롤에 끼워져 있었고, 주장된 바와 같이 학살 8일 후인 1950년 8월 6일자 사진이 아닐 가능성이 있음을 지적했다.:부록 C, 탭 2, 7:197, 204

#### 클린턴 성명, 미국 제안
미국 보고서가 발표된 날, 빌 클린턴 대통령은 "1950년 7월 말 노근리에서 한국 민간인이 목숨을 잃은 것에 대해 깊이 유감스럽게 생각한다"는 성명을 발표했다. 다음 날, 그는 기자들에게 "잘못된 일들이 일어났다"고 말했다. 그러나 미국은 생존자와 한국 정부가 요구한 사과와 개별 배상을 제안하지 않았다. 대신 미국은 노근리에 400만 달러 규모의 기념관 및 장학 기금 계획을 제안했다. 생존자들은 후에 이 계획을 거부했는데, 기념관이 노근리 희생자뿐만 아니라 전쟁의 모든 한국인 민간인 사망자에게 헌정될 것이기 때문이었다.

### 미국 보고서에 대한 반응; 추가 증거 등장
노근리 생존자 위원회는 미 육군 보고서를 지휘 책임에 대한 "은폐"라고 불렀다. 정은용 위원장은 "60시간 이상 동안 동물처럼 사냥당한 400명의 무고한 사람들의 학살에 대해서는 이것으로는 부족하다"고 말했다. 생존자들은 학살이 "고의적이지 않았다"는 주장을 거부하며, 참전 용사들의 증언과 민간인을 총격하라는 전선 명령을 입증하는 문서들을 지적했다. 한국의 여야 국회의원들은 미국의 입장을 비판했다.

미국 조사에 대한 8명의 외부 자문위원 중 유일하게 자세한 분석을 작성한 전 미국 의원 피트 매클로스키는 한국 측에 동의하며 "육군 보고서는 은폐라고 생각한다"고 말했다. 다른 미국 자문위원인 은퇴한 해병대 장군 버나드 E. 트레이너는 코언 국방부 장관에게 보낸 서한에서 1950년 당시 압박을 받던 미군 부대에 대한 동정심을 표했지만, 살해는 정당화될 수 없으며, "미군 지휘부가 노근리 안팎에서 무고한 민간인 생명 손실에 책임이 있다"고 말했다. 

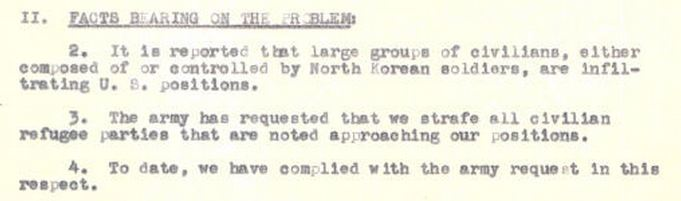
1950년 7월 25일자 메모 발췌문에서, 한국 주둔 미 공군 작전 책임자 터너 C. 로저스 대령은 북한군 침투자들이 민간인으로 위장했다는 보고 때문에 미 육군의 요청으로 미군 항공기가 한국인 피난민에게 기총소사를 가하고 있다고 보고한다. 미 육군의 2001년 노근리 피난민 학살 조사 보고서는 이 부분을 메모 설명에서 의도적으로 누락시켰다. 전체 텍스트.

기자와 학자들은 이후 미군 보고서가 이전에 언론에 보도된 일부 핵심 기밀 해제 문서를 다루지 않거나 불완전한 형태로 제시했다고 지적했다. 언론 보도에 따르면 미군 보고서는 1950년 7월 공군 메모를 설명하면서 난민들이 육군의 요청으로 기총소사를 당하고 있다는 내용을 인정하지 않았다.:98 연구자들은 미군 보고서가 이 기간 동안 명백한 피난민 집단에 대한 기총소사와 노근리 근처의 공습을 문서화한 미 공군 임무 보고서의 존재를 공개하지 않았음을 발견했다.:79:223–24 이 보고서는 1950년 7월 26일부터 27일까지 제25보병사단의 지휘관들이 전쟁 지역의 민간인을 비우호적으로 간주하고 총격할 것이라는 지시를 다루지 않았다.:xii–xiii:99 노근리에서 그러한 명령이 없었다고 말하면서,:xiii 육군은 그러한 명령을 담고 있었을 7기병연대 기록이 국립문서보관소에서 누락되었음을 공개하지 않았다.

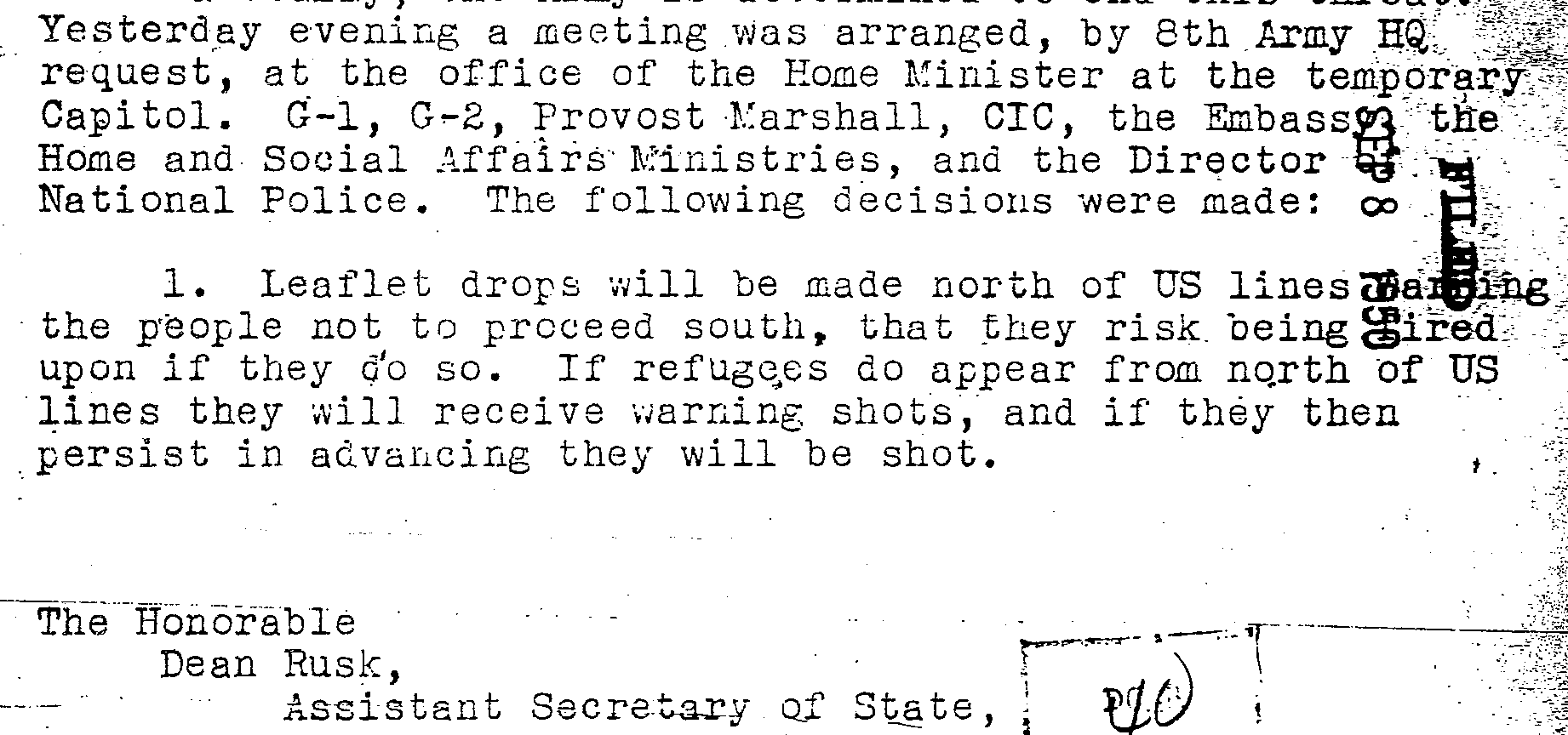
1950년 딘 러스크에게 보낸 편지 발췌문에서 주한 미대사 존 무초는 미군이 침투자들을 두려워하여 경고 사격에도 불구하고 미군 진지에 접근하는 한국인 피난민들에게 발포하는 정책을 채택했다고 국무부 차관보에게 알린다. 이 편지는 육군 제7기병연대가 노근리에서 피난민들을 총격하기 시작한 날인 7월 26일자 편지이며, 육군의 2001년 노근리 조사 보고서에서 의도적으로 누락되었다. 전체 텍스트:

육군이 보고서를 발표한 후, 육군 연구원들이 1950년 한국 전쟁 초기 몇 달 동안 고위 지휘관들이 피난민 총격을 명령하거나 승인했음을 보여주는 최소 14개의 추가 기밀 해제 문서를 발견했음을 공개하지 않았다는 사실이 밝혀졌다.:85 예를 들어, 제1기병사단 사령관 게이와 고위 사단 장교가 전선 북쪽의 피난민들을 "정당한 사냥감"으로 간주하고 "강을 건너오는 모든 피난민을 총격하라"고 지시한 통신 등이 있다. 또한 정보 자유법 요청을 통해 입수한 인터뷰 녹취록에 따르면, 육군은 전역 군인들이 반복적으로 "한국에서 초반에는 '6세부터 60세까지 모두 죽여라'는 말을 들었다"고 증언한 내용을 보고하지 않았다.:86
2005년, 미국 역사가 사르 콘웨이-란츠는 국립문서보관소에서 1950년 주한 미대사 존 무초가 노근리 학살이 시작된 날 국무부에 미군이 침투자들을 두려워하여 경고 사격에도 불구하고 미군 진지에 접근하는 한국인 피난민 집단에게 총격하는 정책을 채택했다고 통보한 기밀 해제 문서를 발견했다고 보고했다.:97–99:58–59 한국 정부의 압력으로 국방부는 결국 2001년 보고서에서 무초 서한을 의도적으로 누락시켰음을 인정했다.

### 전쟁법과 노근리
2001년 1월 미국의 책임 부인을 발표하면서, 당시 클린턴 대통령은 기자들에게 "명령 체계의 상위에서 잘못에 대한 책임이 충분히 명확하지 않아 정부가 책임이 있다고 말할 수 없었다"고 말했다. 노근리 생존자들을 대리하는 미국 변호사들은 이러한 주장을 받아들이지 않고, 제7기병연대 병사들이 공식 명령에 따라 행동했든 아니든, "주로 노인, 여성, 어린이인 민간인 피난민에 대한 학살은 그 자체로 국제법에 대한 명백한 위반이며, 미국은 지휘관의 책임 원칙에 따라 책임이 있고 배상해야 한다"고 주장했다. 2001년 5월 육군 감찰실에 보낸 서한에서 변호사들은 또한 전쟁 최전선에서 민간인을 총살하라는 수많은 명령이 내려졌음을 지적하며, 미군 스스로의 조사 – "집행이 주장된 가해자의 무제한적인 재량에 맡겨지도록 허용하는 것" – 는 피해자 권리에 대한 궁극적인 위반이라고 말했다.
대한민국 정부의 진상조사 패널인 노근리 사건 희생자 심사 및 명예 회복 위원회는 2005년 보고서에서 "미국은 노근리 사건에 대해 책임져야 한다"고 결론 내리며, 6개의 한국 법률 연구가 노근리 사건을 반인도적 범죄로 규정하고 있다고 언급했다.:118–119
그러한 연구 중 하나에서 법학자 태웅 백은 1950년 당시 관련 국제 조약인 1907년 헤이그 협약이 동맹국의 군대에 의해 희생된 민간인(노근리의 한국인들처럼)을 조약의 "보호" 대상에서 제외하는 것으로 보였고, 기소는 국내법이나 군법에 맡겨졌다고 지적했다. 그러나 백은 또한 비전투원에 대한 모든 대규모 살해는 "관습 국제법"에 따라 여전히 범죄라고 주장했다.:473–477 1950년 한국에 파견된 미군 병사들에게는 헤이그 협약이 민간인을 표적으로 삼는 것을 금지한다는 내용의 소책자가 지급되었다. 거기에는 "적대 행위는 교전국의 군대에 한정된다"고 명시되어 있었다.:74
미군 법 전문가들은 노근리 사건 발생 50년 후, 1950년 당시 관련 미군법인 전쟁 조항에 따라 전역 병사들을 기소하는 것은 사실상 불가능하다고 말했다. 그럼에도 불구하고, 육군 장관 칼데라는 조사 초기에 기소를 배제할 수 없다고 말했는데, 생존자들은 나중에 이 발언이 일부 7기병연대 참전 용사들이 증언하는 것을 방해했을 수도 있다고 불평했다.:165

## 이후 발전

### 계속되는 호소
노근리 생존자들의 미군 재조사와 배상 요구는 한국 정치인들과 신문 사설의 지지를 받았지만, 종종 묵살되었다. 2001년 한국 관계자들과의 회담에서 생존자들은 정부가 헤이그 국제사법재판소와 유엔 인권 포럼에서 조치를 취할 것을 요구했지만 거부되었다.:267, 306 2002년, 당시 집권당 대변인은 미국에 새로운 조사를 요구했지만, 대한민국 국방부는 후에 국회에 재조사가 한미 관계를 손상시킬 수 있다고 경고했다.:202

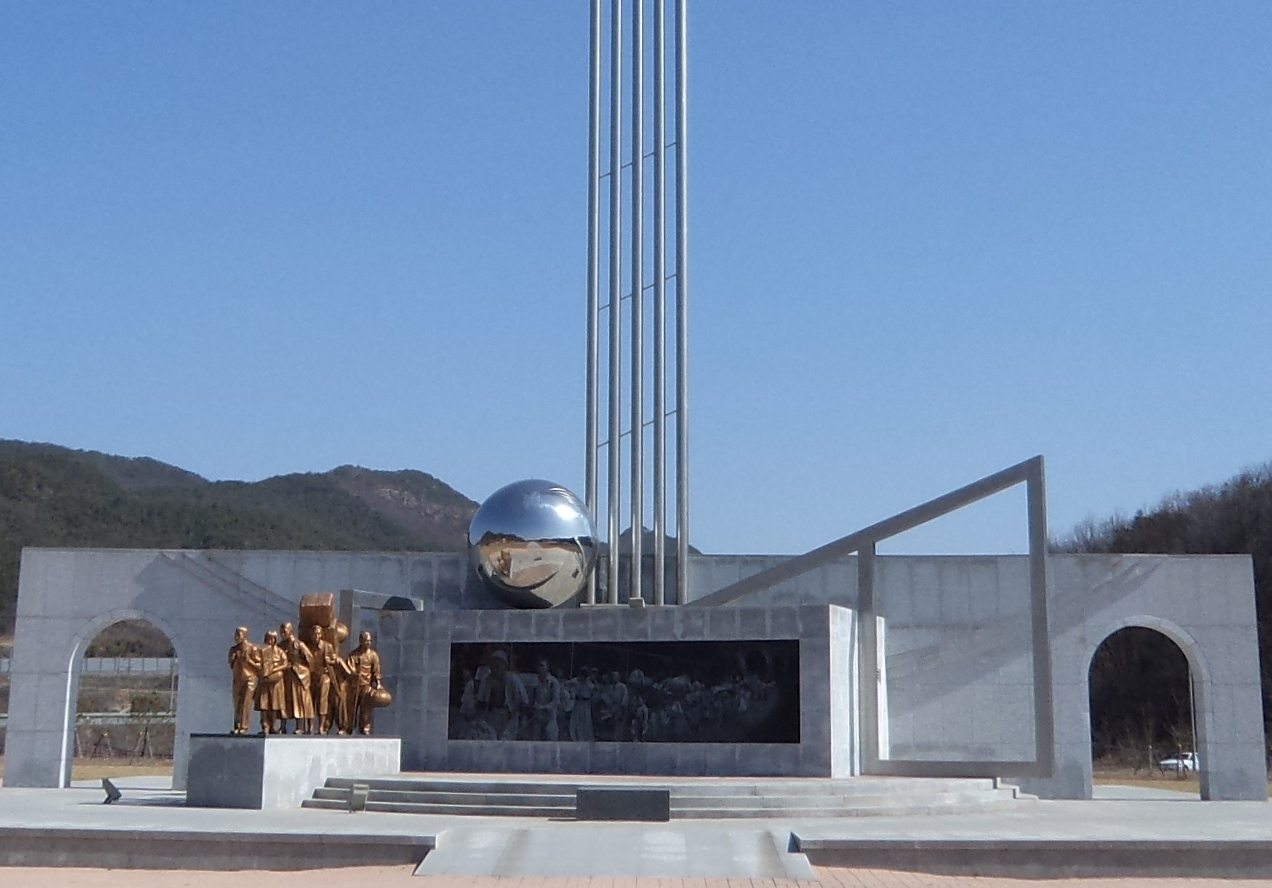
노근리 평화공원의 위령탑. 1950년 피난민을 묘사한 3차원 및 2차원 조형물과 노근리 터널 입구를 상징하는 두 개의 아치로 구성되어 있다. 학살 현장과 인접한 충청북도 영동군의 33에이커(약 4만 평) 규모의 이 공원은 2011년 10월 개장했으며, 박물관과 평화 교육 센터도 포함하고 있다.

 2006년 국방부 조사관들이 최종 보고서에서 무초 서한과 다른 incriminating 문서 및 증언을 누락시켰다는 사실이 밝혀지면서 더 많은 조치 요구가 촉발되었다. 국회 두 지도자는 미국 상원 외교위원회 의장인 조셉 R. 바이든 상원의원(미래 대통령)에게 공동 조사를 요청했지만, 어떤 미국 의회 기관도 노근리 문제를 다루지 않았다. 2015년 저서에서 데이비드 스트라우브(노근리 조사 당시 주한 미대사관 정치 담당관)는 생존자들의 요구를 들어주는 것이 1950년 한국의 유사 사건에 대한 바람직하지 않은 선례를 남길 것이라고 썼다. 노근리 방문 후, 미국장로교의 연례 총회는 2016년 6월 노근리 학살에 대한 사과와 적절한 배상을 위해 교회 지도부가 미국 대통령과 의회에 촉구하도록 하는 결의안을 채택했다.

### 묘지, 기념 공원
노근리 마을 주민들은 그 후 수십 년 동안 일부 희생자의 유골이 안치된 두 개의 집단 무덤이 방해를 받았고, 조림 사업과 농경 활동 중에 뼈가 제거되었다고 말했다.:244 2007년, 교량 근처 여러 곳에서 발굴 작업이 이루어졌으나 성과가 거의 없었다. 법의학 팀은 너무 오랜 시간이 지나고 모든 유해가 외부 요인과 토양 침식, 철도 작업, 경작, 그리고 높은 산성 토양에 노출되어 더 이상 발견하지 못했다고 밝혔다.

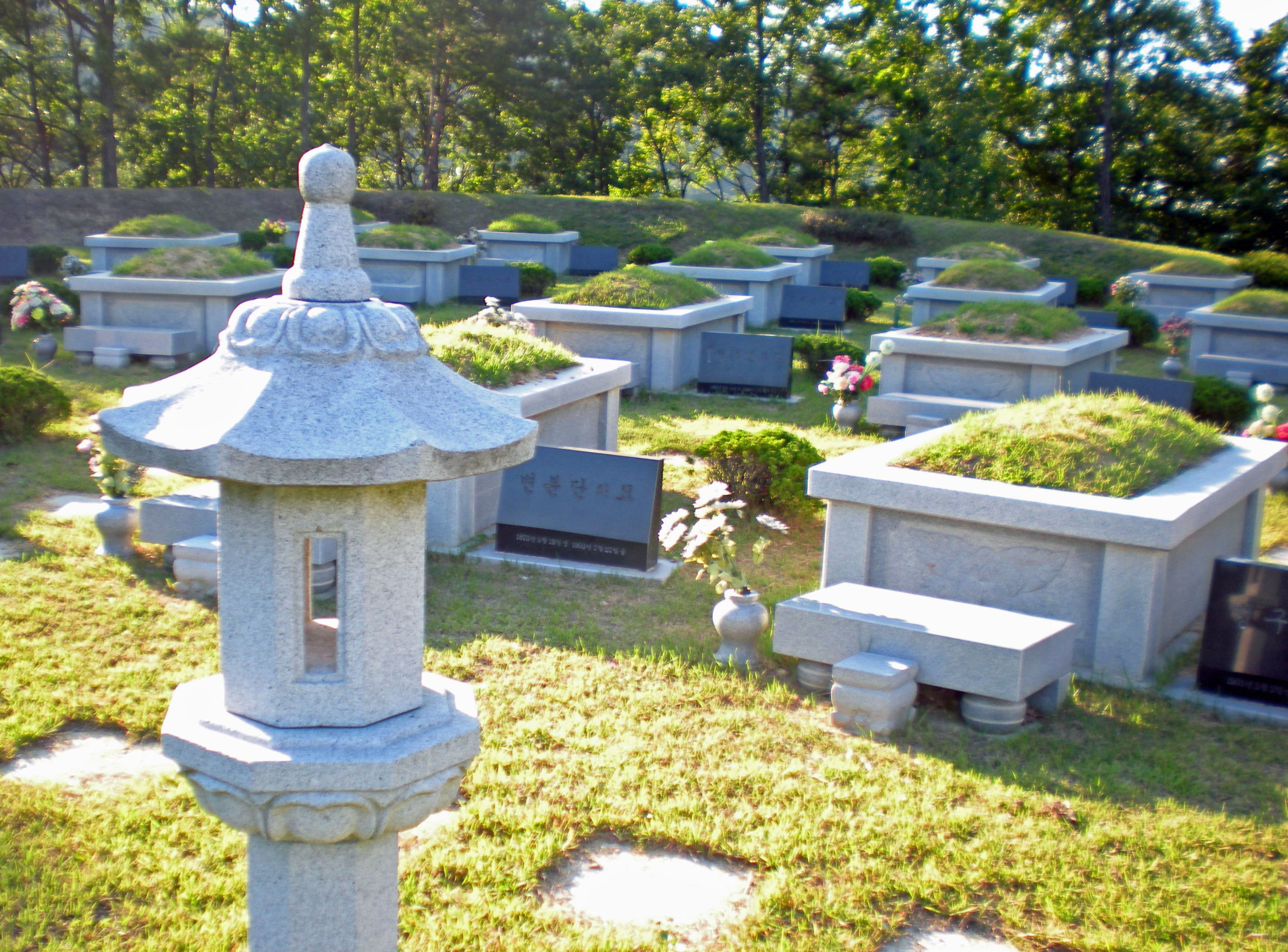
2009년 개장한 이 묘지는 1950년 노근리 난민 학살 희생자 중 일부의 유해를 안치하고 있다. 노근리 평화 기념 공원 위의 언덕에 위치해 있다.

미국이 배상을 거부하고 생존자들이 전쟁 기념관 및 장학 기금 계획을 거부하자, 2004년 2월 9일 대한민국 국회는 "노근리 사건 희생자 심사 및 명예 회복에 관한 특별법"을 채택했다. 이 법은 사망자 및 부상자의 신원을 조사하고 확인하는 위원회를 설립했으며, 생존 부상자에게 의료 보조금을 제공했다. 또한 이 법은 노근리 현장에 연간 2만~3만 명의 방문객을 유치하기 시작한 기념 공원을 구상했다. 1,700만 달러의 정부 기금으로 건설된 13만 평방미터(33에이커) 규모의 노근리 평화 기념 공원은 기념물, 박물관, 평화 교육 센터를 포함하며 2011년 10월 개장했다.:219, 190, 311–12 2009년 영동군은 인근에 묘지를 조성하여 일부 희생자의 유해를 가족 묘지에서 이장했다. 공공 기금으로 운영되는 노근리 국제평화재단은 또한 연례 평화 회의, 노근리 평화상, 그리고 국제 대학생들을 위한 여름 평화 캠프를 공원에서 후원했다.:19

### 대중문화 속 노근리

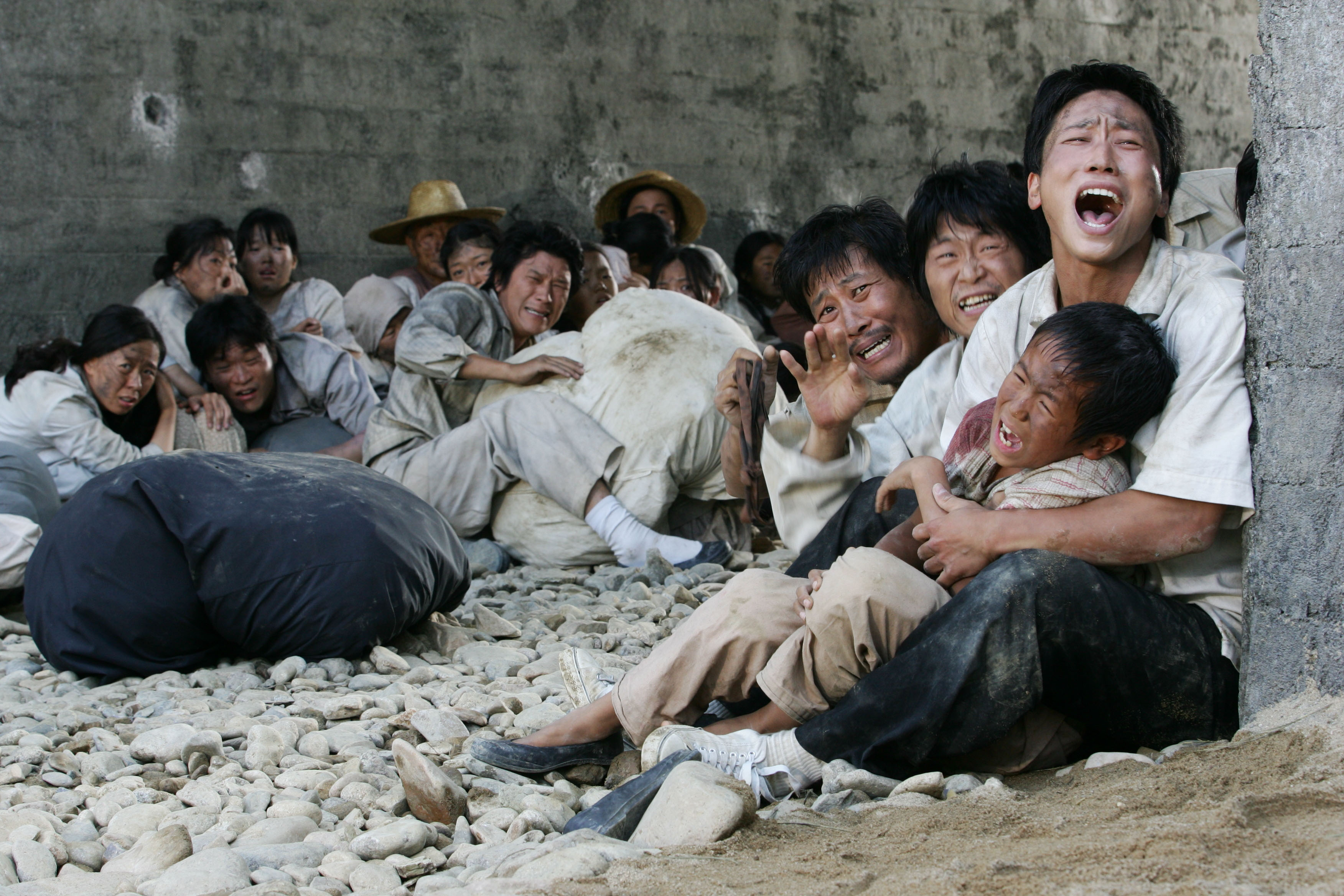
2009년 대한민국 장편 영화 작은 연못의 노근리 다리 아래 장면 묘사.

대한민국에서 노근리 이야기는 논픽션, 소설, 연극 등 다양한 예술 작품에 영감을 주었다. 2010년, 명필름은 이산우 감독이 각본과 연출을 맡고 송강호, 문소리 등 한국 배우들이 노개런티로 출연한 노근리 장편 영화 작은 연못을 개봉했다. 이 영화는 한국에서 상업 개봉되었을 뿐만 아니라 뉴욕과 런던을 포함한 국제 영화제에서도 상영되었다.
2006년부터 2010년까지 박건웅 작가와 정은용은 노근리 이야기를 출간했는데, 이는 정은용의 1994년 책을 바탕으로 수천 장의 그림을 통해 학살과 진실을 위한 반세기 투쟁을 담은 2권짜리 그래픽 내러티브이다. 이 한국어 작품은 유럽에서도 번역 출판되었다. 미국과 영국에서는 노근리 사건이 6편의 영어 소설에서 주요 또는 부차적인 주제로 다루어졌는데, 2009년 제인 앤 필립스의 미국 국립 도서상 최종 후보작인 《종달새와 흰개미》, 2015년 영국 작가 앤서니 호로비츠의 제임스 본드 스릴러 《트리거 모티스》 등이 있다.

### 진실·화해를위한과거사정리위원회
1999년 노근리 관련 기사가 발표된 후, 수백 명의 한국인들이 나와 1950년에서 1951년 사이에 미군에 의해 발생한 다른 대규모 민간인 학살 혐의 사건들을 보고했는데, 대부분 공습 형태였다. 2005년, 국회는 이러한 혐의와 20세기 한국 남부에서 발생한 다른 인권 침해를 조사하기 위해 대한민국 진실·화해를위한과거사정리위원회를 설립했다. 위원회 안건에는 결국 "미군 병사에 의해 저질러진 민간인 학살"로 묘사된 200건 이상의 사건이 포함되었다.:288, 294
2009년까지 위원회는 기밀 해제된 미군 문서와 생존자 증언을 대조하는 작업을 통해, 동굴에 갇힌 난민들이 네이팜탄 공격을 받았거나, 해안가 난민 수용소가 미군 전함에 의해 고의적으로 포격당한 사건을 포함하여, 미군에 의한 수백 명의 한국 민간인 살해가 부당했음을 확인한 8건의 대표적인 사례를 확인했다.:118–19:121
위원회는 미군이 전투원과 비전투원을 구별하지 못하고 반복적으로 무차별 공격을 감행했다고 주장했다.:106 위원회의 가장 중요한 발견은 전쟁 발발 당시 한국 당국이 보도연맹 학살에서 수천 명의 좌익 용의자(아마도 10만~20만 명)를 즉결 처형했으며, 때로는 미군 장교들이 현장에 참석하여 사진을 찍기도 했다는 사실을 확인한 것이다.
모든 미국 전쟁 중 한국 전쟁은 사망자 비율로 볼 때 민간인에게 가장 치명적인 전쟁이었다고 여겨지는데, 여기에는 한국 전역에 걸친 미 공군의 대규모 북한 폭격으로 사망한 남북한 민간인과 침략한 북한군에 의해 즉결 처형된 한국 민간인이 포함된다.:206:109 위원회는 또한 한국 정부가 미군에 의한 대규모 민간인 학살에 대한 배상을 위해 미국과 협상할 것을 권고했다.:49 이는 실행되지 않았다. 1999년 노근리 조사 시작 당시 코언 국방부 장관은 워싱턴에서, 스탠리 로스 국무부 차관보는 서울에서 미국이 밝혀지는 유사한 한국 전쟁 학살 사건을 조사하는 것을 고려할 것이라고 말했다. 그러나 1999년부터 2001년까지의 조사가 미국이 수행한 마지막 조사였다.:x

## 같이 보기
- 한국의 반미감정
- 한국의 역사
- 대한민국의 학살 목록
- 한국에서의 학살, 파블로 피카소의 그림, 노근리 학살을 묘사
- 신천군 학살 사건
- 노근리사건 희생자 심사 및 명예회복에 관한 특별법
- 노근리사건희생자심사및명예회복위원회
- 영동 노근리 쌍굴다리 - 대한민국 등록문화재 제59호

## 내용주
1. ↑  제8군 제1기병사단 제7기병연대 2대대는 E, F, G, H 중대로 구성되어 있었다.
2. 1 2 3  지시:
  - 8기병연대 일지, 7월 24일, 접근하는 난민에게 발포 지시, 미국 국립문서보관청
  - [[commons:File:No Gun Ri 11 - 25th Infantry Division 27 July - Treat civilians as enemy.jpg|제25보병사단 (미국), 7월 27일, 윌리엄 B. 킨 소장의 전쟁 지역 민간인을 적으로 간주하라는 명령, 미국 국립문서보관청]]
  - 제25보병사단 (미국), 7월 26일, 전쟁 지역 민간인은 총살된다, 국립문서보관청
3. ↑  “파일:노근리 07 - 미 8군 7월 26일 - 모든 난민을 막으시오.jpg”. 위키미디어 공용. 2012년 1월 13일. 2013년 10월 23일에 원본 문서에서 보존된 문서. 2012년 8월 29일에 확인함.
4. ↑  미 5공군, 미국 국립문서보관청; 터너 C. 로저스 대령의 난민 기총소사 정책을 언급한 메모.
5. ↑  USS 밸리포지 작전 보고서, 미국 해군 역사 센터
6. ↑  클린턴, 윌리엄 J. 2001. 노근리 한국전쟁 사건에 대한 대통령 성명 보관됨 10월 24, 2011 - 웨이백 머신 워싱턴 D.C.: 대통령 기록, 윌리엄 J. 클린턴 행정부. 1월 11일. 2012년 1월 14일 검색.
7. 1 2  “파일:노근리 04 - 미 공군 7월 25일 - 메모, 난민 기총소사 정책을 밝히다.jpg”. 위키미디어 공용. 2012년 1월 13일. 2013년 10월 23일에 원본 문서에서 보존된 문서. 2012년 8월 29일에 확인함.
8. 1 2  “파일:노근리 06a - 무초 서한 7월 26일 - 난민 총격 결정.png”. 위키미디어 공용. 2012년 1월 14일. 2013년 10월 23일에 원본 문서에서 보존된 문서. 2012년 8월 29일에 확인함.
9. 1 2  “파일:노근리 06b - 무초 서한 7월 26일 - 난민 총격 결정.png”. 위키미디어 공용. 2012년 1월 14일. 2013년 10월 23일에 원본 문서에서 보존된 문서. 2012년 8월 29일에 확인함.
10. ↑  “파일:노근리 17 - 게이 소장 8월 29일 - 난민은 정당한 사냥감.jpg”. 위키미디어 공용. 2012년 1월 14일. 2013년 10월 23일에 원본 문서에서 보존된 문서. 2012년 8월 29일에 확인함.
11. ↑  “파일:노근리 15 - 8기병연대 8월 9일 - 모든 난민을 총격하라.jpg”. 위키미디어 공용. 2012년 1월 14일. 2013년 10월 23일에 원본 문서에서 보존된 문서. 2012년 8월 29일에 확인함.

## 더 읽어보기
- Berman, Stacie; Cohen, Robert (2014). 〈War Crimes in Global Perspective: From the Eastern Front to No Gun Ri〉.   Turk, Diana B.; Cohen, Robert; Dull, Laura J.; Stoll, Michael R. 《Teaching Recent Global History》. 뉴욕: 루틀리지. ISBN 978-0-415-89708-2.
- Booth, Christopher D. (2001년 5월). 《Prosecuting the "Fog of War?": Examining the Legal Implications of an Alleged Massacre of South Korean Civilians by U.S. Forces during the Opening Days of the Korean War in the Village of No Gun Ri》. 《밴더빌트 국제법 저널》 33.
- Choi, Suhi (2011년 1월). "트라우마 소통: 노근리 학살을 증언하는 여성 생존자들". 정성적 탐구 17 (1). ISSN 1077-8004.
- Choi, Suhi (2008년 가을). 《생존자 서사를 침묵시키기: 왜 우리는 다시 노근리 이야기를 잊는가?》. 《수사학 및 공공 문제》 11. 369–70쪽. doi:10.1353/rap.0.0043. S2CID 144787425.
- Cumings, Bruce (2010). 《한국 전쟁: 역사》. 뉴욕: 모던 라이브러리, 랜덤 하우스. ISBN 978-0-679-64357-9.
- Dudden, Alexis (2008). 《일본, 한국, 미국 간의 불안한 사과》. 뉴욕: 컬럼비아 대학교 출판부. ISBN 978-0-231-14176-5.
- Hanley, Charles J. (2010). 《노근리: 공식 서사와 불편한 진실》. 《비판적 아시아 연구》 42. 589–622쪽. doi:10.1080/14672715.2010.515389. S2CID 146914282.
- Hanley, Charles J., and Mendoza, Martha (2000년 가을). "노근리 다리의 다리: 탐사 보도, 숨겨진 역사, 그리고 퓰리처상". 하버드 국제 언론/정치 저널 5 (4). ISSN 1081-180X.
- Hwang, Su-kyoung (2016). 《한국의 비극적인 전쟁》. 필라델피아: 펜실베이니아 대학교 출판부. ISBN 9780812248456.
- 재거, 셰일라 미요시 (2013). 형제들의 전쟁: 끝나지 않는 한국 전쟁. 뉴욕: W.W. 노턴 앤 컴퍼니. ISBN 978-0-393-06849-8
- Kim, Dong-Choon (2012). 《한국의 진실과 화해 위원회: 개요 및 평가》. 《버팔로 인권 법률 검토》 19. 119–20쪽. 2015년 6월 2일에 확인함.
- Kim, Dong-Choon (2004년 12월). 《잊혀진 전쟁, 잊혀진 학살 - 한국 전쟁 (1950–1953)은 허가된 대량 살인인가》. 《제노사이드 연구 저널》 6. 523–544쪽. doi:10.1080/1462352042000320592. S2CID 74141018.
- 김기진 (2006). 한국 전쟁과 학살. 서울: 푸른 역사. (한국어, 260페이지 분량의 영어 기록 자료 포함.) ISBN 89-91510-16-7.
- Kuehl, Dale C. "노근리에서 무슨 일이 있었나? 전장에서의 민간인 문제". 미 육군 지휘참모대학. 포트 리븐워스, 캔자스. 2003년 6월 6일. 2012년 2월 10일 검색. Biblioscholar (2012). ISBN 1-249-44027-0
- Noble, Harold Joyce (1975). 전쟁 중의 대사관. 시애틀, 워싱턴: 워싱턴 대학교 출판부. ISBN 0-295-95341-1.
- Ryoo, Maj. Moo-Bong, 대한민국 육군 (2001년 5월). "노근리 사건: 미 육군에 대한 함의". 모노그래프, 미 육군 지휘참모대학. Biblioscholar (2012). ISBN 1-288-29093-4.
- Young, Marilyn (2002). 〈잊기 위한 기억〉.   Bradley, Mark Philip; Petro, Patrice. 《진실 주장: 표현과 인권》. 피스카타웨이, 뉴저지: 럿거스 대학교 출판부. ISBN 978-0-8135-3051-2.